# Dołęga (województwo wielkopolskie)
Dołęga – osada w Polsce położona w województwie wielkopolskim, w powiecie obornickim, w gminie Oborniki.
W latach 1975–1998 miejscowość administracyjnie należała do województwa poznańskiego.

## Położenie
Osada położona nad rzeką Wartą czasem nazywana  Rut-Dołęga, na przeciwległym brzegu rzeki położone jest Kiszewo. Istniała tu przeprawa promowa Kiszewo-Dołęga - zlikwidowana → Prom. Najbliższa przeprawa przez Wartę - most w Obornikach.  Dojazd ok. 10km.